# 니니기
아메니기시쿠니니기시아마츠히코히코호노니니기노미코토(일본어: 天邇岐志国邇岐志天津日高日子番能邇邇芸命 )는 일본 신화에 등장하는 신이다. 《고사기(古事記)》와 《일본서기(日本書紀)》에는 일본 천황가의 직계 시조가 되는 신으로 서술되어 있으며, 태양의 여신 아마테라스(일본어: 天照 アマテラス[*])의 손자로서 천손(天孫)이라는 호칭으로 불렸다. 탄생지는 히나타(日向)로 지금의 미야자키현(宮崎県)으로 전한다.

## 신화 속의 서술
이름의 한문 표기는 《고사기》에는 天邇岐志国邇岐志天津日高日子番能邇邇芸命, 天邇岐志, 国邇岐志, 天日高日子, 《일본서기》에는 天饒石国饒石天津日高彦火瓊瓊杵尊, 天津日高彦瓊瓊杵尊, 彦火瓊瓊杵, 火瓊瓊杵 등으로 되어 있으며, 일반적으로 瓊瓊杵尊 또는 瓊々杵尊, 邇邇芸命(ににぎのみこと)로 표기한다.
아마테라스의 아들인 아메노오시호미미노미코토(天忍穂耳尊)와 다카미무스비노미코토(高皇産靈尊)의 딸인 다쿠하타치지히메노미코토(栲幡千千姫命, 요로즈하타토요아키쓰시히메노 미코토萬幡豊秋津師比賣命로도 부름) 사이에 태어났으며, 형은 아메노호아카리노미코토(天火明命)가 있다(《일본서기》일서一書에는 아메노호아카리노미코토의 아들이라 했다).
아마테라스의 명으로 아시하라노 나카쓰쿠니(葦原中國)을 다스리고자 삼종신기를 받아 다카마가하라(高天原)에서 지상으로 내려왔다. 이것을 일본 신화에서는 '천손강림(天孫降臨)'이라고 부르는데, 강림한 장소를 《고사기》는 "쓰쿠시의 히무카(日向)의 다카치바(高千穂)의 구시후루다케(久士布流多気)에 천강(天降)하였다"고 기술했고, 《일본서기》에는 "히무카소(日向襲)의 다카치바타케(高千穗峯)" 또는 "쓰쿠시 히나타의 다카치바타케(筑紫日向高千穗)"로 기술하였다. 이러한 천손강림의 해석에 대해서는 기록에서는 휴가국(日向國)의 다카치바타케(高千穂峰)에 내려와서 나가야(長屋)의 가사사노미사키(笠狭碕)에 도달했다고 보나, 한반도 관련 기록을 보면 실제로는 큐슈 북부에 천손강림을 한 것이며 정책상 큐슈 남부로 이동한 것으로 보는 것이 유력하다. 나가야의 가사사노미사키의 위치 비정은 지금의 일본 미야자키 현 사이토시(西都市)의 사이토하라 고분군(西都原古墳群) 부근(히토쓰세 강一ツ瀬川 부근)이나 같은 현의 노베오카시(延岡市), 또는 미야자키시(宮崎市) 소재 전방후원분(前方後円墳)인 나고 신사(奈古神社, 옛 나가야 신사長屋神社) 부근이 후보지로 거론되고 있으며, 가고시마현(鹿児島県)의 미나미사쓰마시(南さつま市) 일대에도 전설이 남아있다.
오야마쓰미노 카미(大山祇神)의 두 딸인 고노하나노사쿠야비메(일본어: 木花之開耶)와 이와나가히메 중에 고노하나노사쿠야를 아내로 맞아 호데리노 미코토(火照命, 우미사치히코海幸彦)와 호스세리노 미코토(火闌降命), 히코호호데미노 미코토(彦火火出見尊, 야마사치히코山幸彦), 이렇게 세 아들을 낳았다. 이 가운데 호오리노 미코토(야마사치히코)의 손자가 야마토이와레히코(ヤマトイワレヒコ), 어릴 때의 이름은 사노(サノ)라 하였으며 훗날 진무 천황(神武天皇)이라 불리게 될 인물로서, 미야자키 현 미야자키 시의 미야자키 신궁(宮崎神宮) 경내에 있는 섭사(摂社) 고구야(皇宮屋)에 자신의 수도를 정하고 훗날 동쪽을 정벌하여(진무 동정) 나라(奈良)의 가시하라(橿原, 야마토노쿠니大和国)에 도달, 일본을 처음으로 통일한 '야마토 조정(ヤマト朝廷)'을 확립한 뒤 사망하였다고 한다.
사망 뒤 니니기는 '가와이 산릉(可愛山陵)'에 묻혔다고 전한다.

## 가족 관계
- 부:아메노오시호미미노미코토 또는 아메노호아카리노미코토
- 모:다쿠하치지히메노미코토(万幡豊秋津師比売命)
  - 비:고노하나노사쿠야비메(니니기 의 아내)
    - 1남:호스세리(화키리노미코토)
    - 2남:호데리노미코토(우미사치히코)
    - 3남:호오리(야마사치히코)

## 해석
이름인 '아메니기시쿠니니기시'를 풀어보면 "천지가 풍성하게 베푼다(天にぎし国にぎし)"는 뜻이며, '아마쓰히코(天津日高)'는 아마쓰노카미(天津神)로서 '히코(日子)'는 남성을 의미한다. '호노니니기'란 곡식이 풍성하게 여물었다는 의미이다. '니니기'는 '북적거리다'라는 뜻으로, '번화하다, 크게 떨치다(にぎやか)'라는 단어와 뿌리가 같다. 신화상 니니기의 일족으로 되어 있는 아메노 오시호미미노 미코토나 호데리노 미코토, 호스소리노 미코토, 히코호호데미노 미코토 등과는 이름에 이나호의 '호'자가 있는 점이 같다.
농업의 신으로 추앙받던 나고 신사(미야자키 현 미야자키 시)를 비롯해서 기리시마 신궁(霧島神宮, 가고시마 현 기리시마시), 다카치호 신사(高千穂神社, 미야자키 현 니시우스키 군 다카치호마치), 닛타 신사(新田神社, 가고시마 현 사쓰마 센다이 시), 쓰쿠토 신사(築土神社, 도쿄도 치요다구), 이미즈 신사(射水神社, 도야마현 다카오카시), 자안 신사(子安神社, 미에현 미나미무로 군 기호마치), 히타치국 총사궁(常陸國總社宮, 이바라키현 이시오카시) 등에서 신으로 모셔지고 있다.
니니기의 장지 '지쿠시의 히무카의 가와이 산릉'의 장소로 전하는 전승 지역은 현재 일본 규슈 남부 각지에 퍼져 있는데, 메이지 정부는 그 중 옛 사쓰마 번(薩摩藩)의 학자의 의견을 참고해 메이지 7년에 가고시마 현 사쓰마 센다이 시(川内市)의 닛타 신사(新田神社)를 니니기의 무덤인 가와이 산릉으로 비정하였다(다른 히무카 3대의 신릉도 가고시마 현내에 각각 비정되었다). 그러나 궁내청(宮内庁)의 조사에 따라 메이지 29년에 지금의 미야자키 현 히가시우스키 군(東臼杵郡) 기타가와마치(北川町)의 에노다케(可愛岳) 산기슭의 무덤이 '가와이 산릉 전승지(伝承地)'로(에노가쿠 그 자체를 무덤으로 보는 전승도 있다), 같은 현 사이토 시의 사이토하라 고분군에 속한 오사호즈카(男狭穂塚, 규슈에서 가장 큰 고분이기도 하다)을 '가와이 산릉 참고지(参考地)'로 정하게 되었다. 다만 미야자키 시의 전방후원분에 있는 나고 신사와 노베오카 시의 아모리마치(天下町)에 있는 덴카 신사(天下神社, 요시노 신사吉野神社) 경내의 고분도 니니기의 무덤이라 전하기도 한다. 참고로 나고 신사의 에도 시대(江戸時代) 이전 이름은 나가야 신사(長屋神社)였다.